# Torneo Preolímpico Europeo Masculino de Rugby 7 2019
El Torneo Preolímpico Europeo Masculino de Rugby 7 2019 fue el torneo que determinó el clasificado para el Torneo masculino de rugby 7 en los Juegos Olímpicos de Tokio 2020.
Se disputó en el Stade Michel Bendichou de Colomiers, Francia.
El campeón del torneo fue la selección de Inglaterra, pero al no ser un país independiente, el cupo fue para Gran Bretaña, mientras que el segundo y tercer puesto, Francia e Irlanda respectivamente, obtuvieron el cupo al Torneo Preolímpico Mundial.

## Fase de grupos

### Grupo A
| Equipo   | Encuentros | Encuentros | Encuentros | Encuentros | Tantos  | Tantos    | Tantos     | Puntos |
| Equipo   | jugados    | ganados    | empatados  | perdidos   | a favor | en contra | diferencia | Puntos |
| -------- | ---------- | ---------- | ---------- | ---------- | ------- | --------- | ---------- | ------ |
| Francia  | 3          | 3          | 0          | 0          | 86      | 15        | +71        | 9      |
| Italia   | 3          | 2          | 0          | 1          | 63      | 46        | +17        | 7      |
| Portugal | 3          | 1          | 0          | 2          | 64      | 29        | +35        | 5      |
| Hungría  | 3          | 0          | 0          | 3          | 0       | 123       | –123       | 3      |

Nota: Se otorgan 3 puntos al equipo que gane un partido, 2 al que empate y 1 al que pierda

### Grupo B
| Equipo  | Encuentros | Encuentros | Encuentros | Encuentros | Tantos  | Tantos    | Tantos     | Puntos |
| Equipo  | jugados    | ganados    | empatados  | perdidos   | a favor | en contra | diferencia | Puntos |
| ------- | ---------- | ---------- | ---------- | ---------- | ------- | --------- | ---------- | ------ |
| España  | 3          | 2          | 1          | 0          | 104     | 22        | +82        | 8      |
| Irlanda | 3          | 2          | 1          | 0          | 110     | 31        | +79        | 8      |
| Rusia   | 3          | 1          | 0          | 2          | 54      | 106       | –52        | 5      |
| Ucrania | 3          | 0          | 0          | 3          | 12      | 121       | –109       | 3      |

### Grupo C
| Equipo     | Encuentros | Encuentros | Encuentros | Encuentros | Tantos  | Tantos    | Tantos     | Puntos |
| Equipo     | jugados    | ganados    | empatados  | perdidos   | a favor | en contra | diferencia | Puntos |
| ---------- | ---------- | ---------- | ---------- | ---------- | ------- | --------- | ---------- | ------ |
| Inglaterra | 3          | 3          | 0          | 0          | 97      | 14        | +83        | 9      |
| Alemania   | 3          | 2          | 0          | 1          | 64      | 59        | +5         | 7      |
| Georgia    | 3          | 1          | 0          | 2          | 52      | 57        | –5         | 5      |
| Lituania   | 3          | 0          | 0          | 3          | 19      | 102       | –83        | 3      |

## Fase Final

### Cuartos de final
| 14 de julio | Francia | 28 - 0 | Georgia |  |  |

| 14 de julio | Alemania | 0 - 21 | Irlanda |  |  |

| 14 de julio | España | 5 - 14 | Portugal |  |  |

| 14 de julio | Inglaterra | 35 - 0 | Italia |  |  |

### Semifinal
| 14 de julio | Francia | 19 - 12 | Irlanda |  |  |

| 14 de julio | Portugal | 12 - 29 | Inglaterra |  |  |

### Tercer puesto
| 14 de julio | Portugal | 12 - 26 | Irlanda |  |  |

### Final
| 14 de julio | Francia | 7 - 31 | Inglaterra |  |  |

| Bandera de Inglaterra |
| Campeón Inglaterra    |